# Leonardo Haberkorn
Leonardo Haberkorn Manevich (Montevideo, 27 de diciembre de 1963) es un periodista y escritor uruguayo.

## Biografía
Trabajó en los semanarios Aquí y Búsqueda y en la agencia Reuters. Fue editor de la revista Punto y Aparte, secretario de redacción de Tres y autor de la investigación periodística y los textos del programa televisivo Memorias de la costa. En 2000 creó el suplemento Qué Pasa y lo dirigió hasta 2006. Hoy escribe en las revistas Placer (Uruguay), Gatopardo (Colombia-México) y Etiqueta Negra (Perú). También en la revista C, del diario Crítica de Buenos Aires. Es coordinador académico de periodismo de la Universidad ORT Uruguay.
Fue galardonado con el Premio Morosoli de Periodismo (2002), ganó el Primer Concurso para Periodistas Nacionales sobre Control del Tabaco (2004) y el Premio Bartolomé Hidalgo en 2011 en la categoría Ensayo Político Periodístico.

## Obras
- 2004, Nueve historias uruguayas. Ediciones de la Plaza. ISBN 997448084-1
- 2005, Historia de Peñarol (con Luciano Álvarez). Aguilar. ISBN 9789974950244
- 2008, 'Historias tupamaras. Nuevos testimonios sobre los mitos del MLN. Fin de Siglo ISBN 9789974494381
- 2008, 'Preguntas y respuestas sobre animales del Uruguay (libro para niños). Sudamericana ISBN 9789974814103
- 2009, Crónicas de sangre, sudor y lágrimas. Fin de Siglo.
- 2012, Animales del Uruguay II. Preguntas y respuestas para mentes inquietas (libro para niños). Sudamericana. ISBN 9789974701045
- El dulce de leche, una historia uruguaya
- Guía Ecoturística de los Bañados del Este (coautor; editada por Probides)
- Bordes y confines (coautor; editado por la cancillería de Colombia)
- Barrio Peñarol: patrimonio industrial ferroviario (coautor; coeditado por la IMM y el Claeh)
- Carbonero querido (historia de Peñarol para niños)
- 2011, Milicos y tupas. Fin de Siglo (5ª ed.) ISBN 978-9974495128
- 2012, Relato oculto. Las desmemorias de Víctor Hugo Morales (con Luciano Álvarez). Planeta. ISBN 9789974700109
- 2013, Pablo Bengoechea, la clase del Profesor. Debolsillo. ISBN 9789974701748
- 2014, Liberaij. La verdadera historia del caso Plata quemada. Sudamericana.
- 2019, Gavazzo. Sin piedad. Sudamericana. ISBN 9789974741003
- 2020, Herencia maldita. Historias de los años duros. Planeta. ISBN 9789974907874
- 2023, Caraguatá. Planeta. ISBN 9789915683034